# Volta a Cataluña 1942
La Volta a Cataluña 1942 fue la 22.ª edición de la Volta a Cataluña. Se disputó en 9 etapas del 5 al 13 de septiembre   de 1942 con un total de 1.219 km. El vencedor final fue el español Federico Ezquerra.
En esta edición ya no hubo participantes independentes. Durante la segunda etapa se produjo una fuerte tempestad y los corredores entraron todos juntos a meta en el velódromo de Villafranca sin que se asignara un ganador.

## Etapas
| Etapa | Fecha            | Ciudades de etapa                   | km     | Vencedor de la etapa   | Líder de la general   |
| ----- | ---------------- | ----------------------------------- | ------ | ---------------------- | --------------------- |
| 1º    | 5 de septiembre  | Montjuic - Montjuic (CRE)           | 38,0km | Antonio Andrés Sancho  | Antonio Andrés Sancho |
| 2º    | 6 de septiembre  | Barcelona - Villafranca del Panadés | 70,0   | Sin vencedor           | Antonio Andrés Sancho |
| 3º    | 7 de septiembre  | Villafranca del Panadés - Tortosa   | 190,0  | João Lourenço          | Antonio Andrés Sancho |
| 4ºA   | 8 de septiembre  | Tortosa - Reus                      |        | Alberto Raposo         | Federico Ezquerra     |
| 4ºB   | 8 de septiembre  | Reus - Vimbodí                      | 64,0   | Fermín Trueba          | Federico Ezquerra     |
| 4 °C  | 8 de septiembre  | Reus - Vimbodí                      | 64,0   | Fermín Trueba          | Federico Ezquerra     |
| 5º    | 9 de septiembre  | Lérida - Vilanova de Bellpuig       | 140,0  | Miguel Casas           | Federico Ezquerra     |
| 6º    | 10 de septiembre | Vilanova de Bellpuig - Manresa      | 136,0  | Julián Berrendero      | Federico Ezquerra     |
| 7º    | 11 de septiembre | Manresa - Olot                      | 132,0  | Delio Rodríguez Barros | Federico Ezquerra     |
| 8ºA   | 12 de septiembre | Olot - Figueras (CRI)               | 47,0   | Fermo Camellini        | Federico Ezquerra     |
| 8ºB   | 12 de septiembre | Figueras - Granollers               | 201,0  | Fernando Murcia        | Federico Ezquerra     |
| 8 °C  | 12 de septiembre | Granollers - Granollers             | 50,0   | Delio Rodríguez Barros | Federico Ezquerra     |
| 9º    | 13 de septiembre | Granollers - Barcelona              |        | Agustín Miró           | Federico Ezquerra     |

### 1ª etapa[1]
05-09-1942:  Barcelona - Barcelona. 39,0 km (CRE)
|   | Ciclista              | Equipo       | Tiempo  |
| - | --------------------- | ------------ | ------- |
| 1 | Antonio Andrés Sancho | FC Barcelona | 59' 48" |
| 2 | Federico Ezquerra     | FC Barcelona | m. t.   |
| 3 | Mariano Cañardo       | FC Barcelona | m. t.   |

|   | Ciclista              | Equipo       | Tiempo  |
| - | --------------------- | ------------ | ------- |
| 1 | Antonio Andrés Sancho | FC Barcelona | 59' 48" |
| 2 | Federico Ezquerra     | FC Barcelona | m. t.   |
| 3 | Mariano Cañardo       | FC Barcelona | m. t.   |

### 2ª etapa[2]
06-09-1942: Barcelona - Villafranca del Panadés. 70,0 km
|   | Ciclista     | Equipo | Tiempo     |
| - | ------------ | ------ | ---------- |
| 1 | Sin vencedor |        | 2h 01' 05" |
| 2 |              |        |            |
| 3 |              |        |            |

|   | Ciclista              | Equipo       | Tiempo  |
| - | --------------------- | ------------ | ------- |
| 1 | Antonio Andrés Sancho | FC Barcelona | 59' 48" |
| 2 | Federico Ezquerra     | FC Barcelona | m. t.   |
| 3 | Mariano Cañardo       | FC Barcelona | m. t.   |

### 3ª etapa
07-09-1942: Villafranca del Panadés - Tortosa. 190,0 km
|   | Corredor          | Equipo                 | Tiempo     |
| - | ----------------- | ---------------------- | ---------- |
| 1 | João Lourenço     | Coñac Gris Martínez    | 4h 27' 35" |
| 2 | Antonio Martín    | Deportivo de la Coruña | m. t.      |
| 3 | Vicente Carretero | Frente del Trabajo     | m. t.      |

|   | Ciclista              | Equipo              | Tiempo     |
| - | --------------------- | ------------------- | ---------- |
| 1 | Antonio Andrés Sancho | FC Barcelona        | 7h 26' 58" |
| 2 | Federico Ezquerra     | FC Barcelona        | + 50"      |
| 3 | João Lourenço         | Coñac Gris Martínez | + 01' 28"  |

### 4ª etapa[3]
08-09-1942: (4A Tortosa-Reus 98 km), (4B Reus-Montblanch 37 km) y (4C Montblanch-Lérida 60 km)
|   | Ciclista          | Equipo              | Tiempo     |
| - | ----------------- | ------------------- | ---------- |
| 1 | Alberto Raposo    | Coñac Gris Martínez | 2h 36' 13" |
| 2 | Federico Ezquerra | FC Barcelona        | m. t.      |
| 3 | Vicente Miró      |                     | m. t.      |

|   | Ciclista          | Equipo                 | Tiempo    |
| - | ----------------- | ---------------------- | --------- |
| 1 | Julián Berrendero | Deportivo de la Coruña | 50' 57"   |
| 2 | Federico Ezquerra | FC Barcelona           | + 27"     |
| 3 | Antonio Martín    | Deportivo de la Coruña | + 01' 13" |

Resultado de la 4ª etapa C
|   | Ciclista         | Equipo                   | Tiempo     |
| - | ---------------- | ------------------------ | ---------- |
| 1 | José Vidal Juliá | Regimiento de Infantería | 1h 36' 33" |
| 2 | João Lourenço    | Coñac Gris Martínez      | m. t.      |
| 3 | Antonio Martín   | Deportivo de la Coruña   | m. t.      |

|   | Ciclista          | Equipo                 | Tiempo     |
| - | ----------------- | ---------------------- | ---------- |
| 1 | Federico Ezquerra | FC Barcelona           | 5h 05' 40" |
| 2 | Cipriano Elys     | Frente del Trabajo     | + 08' 48"  |
| 3 | Julián Berrendero | Deportivo de la Coruña | + 14' 46"  |

|   | Ciclista          | Equipo                 | Tiempo      |
| - | ----------------- | ---------------------- | ----------- |
| 1 | Federico Ezquerra | FC Barcelona           | 12h 33' 23" |
| 2 | Cipriano Elys     | Frente del Trabajo     | + 11' 33"   |
| 3 | Julián Berrendero | Deportivo de la Coruña | + 16' 44"   |

|   | Ciclista        | Equipo                 | Tiempo     |
| - | --------------- | ---------------------- | ---------- |
| 1 | Miguel Casas    | UE Sants               | 4h 05' 20" |
| 2 | Delio Rodríguez | Deportivo de la Coruña | + 16' 13"  |
| 3 | Antonio Martín  | Deportivo de la Coruña | m. t.      |

|   | Ciclista          | Equipo                 | Tiempo      |
| - | ----------------- | ---------------------- | ----------- |
| 1 | Federico Ezquerra | FC Barcelona           | 16h 54' 11" |
| 2 | Cipriano Elys     | Frente del Trabajo     | + 11' 33"   |
| 3 | Julián Berrendero | Deportivo de la Coruña | + 16' 44"   |

|   | Ciclista        | Equipo                 | Tiempo     |
| - | --------------- | ---------------------- | ---------- |
| 1 | Miguel Casas    | UE Sants               | 4h 05' 20" |
| 2 | Delio Rodríguez | Deportivo de la Coruña | + 16' 13"  |
| 3 | Antonio Martín  | Deportivo de la Coruña | m. t.      |

|   | Ciclista          | Equipo                 | Tiempo      |
| - | ----------------- | ---------------------- | ----------- |
| 1 | Federico Ezquerra | FC Barcelona           | 16h 54' 11" |
| 2 | Cipriano Elys     | Frente del Trabajo     | + 11' 33"   |
| 3 | Julián Berrendero | Deportivo de la Coruña | + 16' 44"   |

|   | Corredor          | Equipo                      | Tiempo     |
| - | ----------------- | --------------------------- | ---------- |
| 1 | Julián Berrendero | Deportivo de la Coruña      | 4h 51' 33" |
| 2 | Fernando Murcia   | FC Barcelona                | m. t.      |
| 3 | José Vidal Juliá  | Regimiento de Infantería 51 | m. t.      |

|   | Ciclista          | Equipo                 | Tiempo      |
| - | ----------------- | ---------------------- | ----------- |
| 1 | Federico Ezquerra | FC Barcelona           | 21h 45' 44" |
| 2 | Cipriano Elys     | Frente del Trabajo     | + 13' 41"   |
| 3 | Julián Berrendero | Deportivo de la Coruña | + 14' 29"   |

|   | Corredor          | Equipo                      | Tiempo     |
| - | ----------------- | --------------------------- | ---------- |
| 1 | Julián Berrendero | Deportivo de la Coruña      | 4h 51' 33" |
| 2 | Fernando Murcia   | FC Barcelona                | m. t.      |
| 3 | José Vidal Juliá  | Regimiento de Infantería 51 | m. t.      |

|   | Ciclista          | Equipo                 | Tiempo      |
| - | ----------------- | ---------------------- | ----------- |
| 1 | Federico Ezquerra | FC Barcelona           | 21h 45' 44" |
| 2 | Cipriano Elys     | Frente del Trabajo     | + 13' 41"   |
| 3 | Julián Berrendero | Deportivo de la Coruña | + 14' 29"   |

|   | Corredor        | Equipo                 | Tiempo     |
| - | --------------- | ---------------------- | ---------- |
| 1 | Delio Rodríguez | Deportivo de la Coruña | 4h 54' 37" |
| 2 | Fernando Murcia | FC Barcelona           | m. t.      |
| 3 | Antonio Martín  | Deportivo de la Coruña | m. t.      |

|   | Ciclista          | Equipo                 | Tiempo      |
| - | ----------------- | ---------------------- | ----------- |
| 1 | Federico Ezquerra | FC Barcelona           | 26h 43' 22" |
| 2 | Julián Berrendero | Deportivo de la Coruña | + 10' 43"   |
| 3 | Cipriano Elys     | Frente del Trabajo     | + 12' 22"   |

|   | Corredor        | Equipo                 | Tiempo     |
| - | --------------- | ---------------------- | ---------- |
| 1 | Delio Rodríguez | Deportivo de la Coruña | 4h 54' 37" |
| 2 | Fernando Murcia | FC Barcelona           | m. t.      |
| 3 | Antonio Martín  | Deportivo de la Coruña | m. t.      |

|   | Ciclista          | Equipo                 | Tiempo      |
| - | ----------------- | ---------------------- | ----------- |
| 1 | Federico Ezquerra | FC Barcelona           | 26h 43' 22" |
| 2 | Julián Berrendero | Deportivo de la Coruña | + 10' 43"   |
| 3 | Cipriano Elys     | Frente del Trabajo     | + 12' 22"   |

|   | Ciclista        | Equipo                 | Tiempo     |
| - | --------------- | ---------------------- | ---------- |
| 1 | Fermo Camellini | Coñac Gris Martínez    | 1h 12' 08" |
| 2 | Antonio Martín  | Deportivo de la Coruña | m. t.      |
| 3 | José Martins    | Coñac Gris Martínez    | m. t.      |

|   | Ciclista          | Equipo             | Tiempo     |
| - | ----------------- | ------------------ | ---------- |
| 1 | Fernando Murcia   | FC Barcelona       | 6h 18' 17" |
| 2 | Vicente Carretero | Frente del Trabajo | m. t.      |
| 3 | Joaquín Olmos     | FC Barcelona       | m. t.      |

|   | Ciclista        | Equipo                 | Tiempo     |
| - | --------------- | ---------------------- | ---------- |
| 1 | Fermo Camellini | Coñac Gris Martínez    | 1h 12' 08" |
| 2 | Antonio Martín  | Deportivo de la Coruña | m. t.      |
| 3 | José Martins    | Coñac Gris Martínez    | m. t.      |

|   | Ciclista          | Equipo             | Tiempo     |
| - | ----------------- | ------------------ | ---------- |
| 1 | Fernando Murcia   | FC Barcelona       | 6h 18' 17" |
| 2 | Vicente Carretero | Frente del Trabajo | m. t.      |
| 3 | Joaquín Olmos     | FC Barcelona       | m. t.      |

|   | Ciclista          | Equipo                 | Tiempo     |
| - | ----------------- | ---------------------- | ---------- |
| 1 | Delio Rodríguez   | Deportivo de la Coruña | 1h 28' 35" |
| 2 | Vicente Carretero | Frente del Trabajo     | m. t.      |
| 3 | Fermín Trueba     | Deportivo de la Coruña | m. t.      |